# Martial Gergotich
Martial Gergotich (22 septembre 1919 à Brest - 20 août 1997 à Brest) est un footballeur et entraîneur français.

## Biographie
Joueur du FC Nantes, il joue deux saisons en deuxième division (1945-1947) et avec l’Olympique d'Alès, il fait une saison en D1 (1947-1948) et trois saisons en D2 (1948-1951).
Martial prend en charge, en 1960, l'équipe de France Amateur afin d'aller participer, à Madagascar, aux Jeux de la Communauté Française, qu'il remporte.